# Eulepidotis punctilinea
Eulepidotis punctilinea là một loài bướm đêm trong họ Erebidae.